# Larchant
Larchant és un municipi francès, situat al departament de Sena i Marne i a la regió de Illa de França. L'any 2007 tenia 728 habitants.
Forma part del cantó de Nemours, del districte de Fontainebleau i de la Comunitat de comunes Pays de Nemours.

## Demografia

### Població
El 2007 la població de fet de Larchant era de 728 persones. Hi havia 285 famílies, de les quals 76 eren unipersonals (24 homes vivint sols i 52 dones vivint soles), 76 parelles sense fills, 97 parelles amb fills i 36 famílies monoparentals amb fills.
La població ha evolucionat segons el següent gràfic:
Habitants censats

### Habitatges
El 2007 hi havia 426 habitatges, 294 eren l'habitatge principal de la família, 96 eren segones residències i 36 estaven desocupats. 400 eren cases i 16 eren apartaments. Dels 294 habitatges principals, 237 estaven ocupats pels seus propietaris, 38 estaven llogats i ocupats pels llogaters i 18 estaven cedits a títol gratuït; 2 tenien una cambra, 17 en tenien dues, 46 en tenien tres, 84 en tenien quatre i 144 en tenien cinc o més. 213 habitatges disposaven pel capbaix d'una plaça de pàrquing. A 124 habitatges hi havia un automòbil i a 150 n'hi havia dos o més.

### Piràmide de població
La piràmide de població per edats i sexe el 2009 era:
| Homes | Edats   | Dones |
| ----- | ------- | ----- |
| 0     | 95 o +  | 4     |
| 4     | 90 a 94 | 4     |
| 4     | 85 a 89 | 8     |
| 8     | 80 a 84 | 4     |
| 16    | 75 a 79 | 16    |
| 16    | 70 a 74 | 12    |
| 12    | 65 a 69 | 16    |
| 16    | 60 a 64 | 8     |
| 24    | 55 a 59 | 32    |
| 16    | 50 a 54 | 8     |
| 12    | 45 a 49 | 16    |
| 56    | 40 a 44 | 24    |
| 24    | 35 a 39 | 16    |
| 32    | 30 a 34 | 48    |
| 12    | 25 a 29 | 20    |
| 12    | 20 a 24 | 24    |
| 36    | 15 a 19 | 20    |
| 8     | 10 a 14 | 32    |
| 52    | 5 a 9   | 20    |
| 20    | 0 a 4   | 20    |

## Economia
El 2007 la població en edat de treballar era de 447 persones, 343 eren actives i 104 eren inactives. De les 343 persones actives 319 estaven ocupades (167 homes i 152 dones) i 24 estaven aturades (13 homes i 11 dones). De les 104 persones inactives 39 estaven jubilades, 38 estaven estudiant i 27 estaven classificades com a «altres inactius».

### Ingressos
El 2009 a Larchant hi havia 292 unitats fiscals que integraven 736 persones, la mediana anual d'ingressos fiscals per persona era de 22.978,5 €.

### Activitats econòmiques
Dels 36 establiments que hi havia el 2007, 1 era d'una empresa extractiva, 1 d'una empresa alimentària, 1 d'una empresa de fabricació d'altres productes industrials, 9 d'empreses de construcció, 6 d'empreses de comerç i reparació d'automòbils, 1 d'una empresa de transport, 2 d'empreses d'hostatgeria i restauració, 4 d'empreses d'informació i comunicació, 1 d'una empresa financera, 1 d'una empresa immobiliària, 6 d'empreses de serveis, 2 d'entitats de l'administració pública i 1 d'una empresa classificada com a «altres activitats de serveis».
Dels 9 establiments de servei als particulars que hi havia el 2009, 1 era una oficina de correu, 2 paletes, 1 guixaire pintor, 1 fusteria, 3 lampisteries i 1 restaurant.
Dels 3 establiments comercials que hi havia el 2009, 1 era una botiga de menys de 120 m² i 2 botigues de material esportiu.
L'any 2000 a Larchant hi havia 11 explotacions agrícoles.

## Equipaments sanitaris i escolars
El 2009 hi havia una escola elemental.

## Poblacions més properes
El següent diagrama mostra les poblacions més properes.